# Det er jeres jord
Det er jeres jord er en dansk udviklingsbistandsfilm fra 1973, der er instrueret af Jens Bjerre efter eget manuskript.

## Handling
Mennesket har ofret formuer på at rejse til Månen. Det villle være mere nærliggende at forbedre forholdene hernede.